# Universiaden
Universiaden eller Världsstudentspelen är ett internationellt sportevenemang, där deltagarna är universitetsstudenter. Universiaden hade premiär 1959 och organiseras av Fédération Internationale du Sport Universitaire (FISU, svenska: internationella förbundet för sport vid universitet). Namnet "universiad" är en kombination av orden "universitet" och "Olympiad". Precis som vid olympiska spelen anordnas separata sommar- och vinterspel. Tävlingarna hålls vanligtvis vartannat år.
Det svenska deltagandet organiseras av Sveriges Akademiska Idrottsförbund (SAIF).

## Tävlingarna

### Sommaruniversiaden
Sommaruniversiaden 1975 skulle ha arrangerats i Rom, men blev inställd.
|        | År                       | Tävlingsort                  |
| ------ | ------------------------ | ---------------------------- |
| I      | 1959                     | Turin, Italien               |
| II     | 1961                     | Sofia, Bulgarien             |
| III    | 1963                     | Porto Alegre, Brasilien      |
| IV     | 1965                     | Budapest, Ungern             |
| V      | 1967                     | Tokyo, Japan                 |
| VI     | 1970                     | Torino, Italien              |
| VII    | 1973                     | Moskva, Sovjetunionen        |
| IX     | 1977                     | Sofia, Bulgarien             |
| X      | 1979                     | Mexico City, Mexiko          |
| XI     | 1981                     | Bukarest, Rumänien           |
| XII    | 1983                     | Edmonton, Kanada             |
| XIII   | 1985                     | Kobe, Japan                  |
| XIV    | 1987                     | Zagreb, Jugoslavien          |
| XV     | 1989                     | Duisburg, Västtyskland       |
| XVI    | 1991                     | Sheffield, Storbritannien    |
| XVII   | 1993                     | Buffalo, Förenta Staterna    |
| XVIII  | 1995                     | Fukuoka, Japan               |
| XIX    | 1997                     | Sicilien, Italien            |
| XX     | 1999                     | Palma de Mallorca, Spanien   |
| XXI    | 2001                     | Peking, Kina                 |
| XXII   | 2003                     | Daegu, Sydkorea              |
| XXIII  | 2005                     | Izmir, Turkiet               |
| XXIIV  | 2007                     | Bangkok, Thailand            |
| XXV    | 2009                     | Belgrad, Serbien             |
| XXVI   | 2011                     | Shenzhen, Kina               |
| XXVII  | 2013                     | Kazan, Ryssland              |
| XXVIII | 2015                     | Gwangju, Sydkorea            |
| XXIX   | 2017                     | Taipei, Taiwan               |
| XXX    | 2019                     | Neapel, Italien              |
| XXXI   | 2021 (arrangerades 2023) | Chengdu, Kina                |
| –      | 2023                     | Jekaterinburg, Ryssland      |
| XXXII  | 2025                     | Rhen-Ruhr-regionen, Tyskland |

### Vinteruniversiaden
|        | År   | Tävlingsort                             |
| ------ | ---- | --------------------------------------- |
| I      | 1960 | Chamonix, Frankrike                     |
| II     | 1962 | Villars-sur-Ollon, Schweiz              |
| III    | 1964 | Špindlerův Mlýn, Tjeckoslovakien        |
| IV     | 1966 | Sestriere, Italien                      |
| V      | 1968 | Innsbruck, Österrike                    |
| VI     | 1970 | Rovaniemi, Finland                      |
| VII    | 1972 | Lake Placid, Förenta staterna           |
| VIII   | 1975 | Livigno, Italien                        |
| IX     | 1978 | Špindlerův Mlýn, Tjeckoslovakien        |
| X      | 1981 | Jaca, Spanien                           |
| XI     | 1983 | Sofia, Bulgarien                        |
| XII    | 1985 | Belluno, Italien                        |
| XIII   | 1987 | Strbske Pleso, Tjeckoslovakien          |
| XIV    | 1989 | Sofia, Bulgarien                        |
| XV     | 1991 | Sapporo, Japan                          |
| XVI    | 1993 | Zakopane, Polen                         |
| XVII   | 1995 | Jaca, Spanien                           |
| XVIII  | 1997 | Muju, Sydkorea                          |
| XIX    | 1999 | Poprad Tatry, Slovakien                 |
| XX     | 2001 | Zakopane, Polen                         |
| XXI    | 2003 | Tarvisio, Italien                       |
| XXII   | 2005 | Innsbruck / Seefeld in Tirol, Österrike |
| XXIII  | 2007 | Turin, Italien                          |
| XXIIV  | 2009 | Harbin, Kina                            |
| XXV    | 2011 | Erzurum, Turkiet                        |
| XXVI   | 2013 | Trentino, Italien                       |
| XXVII  | 2015 | Granada, Spanien                        |
| XXVIII | 2017 | Almaty, Kazakstan                       |
| XXIX   | 2019 | Krasnojarsk, Ryssland                   |
| XXX    | 2021 | Luzern, Schweiz                         |
| XXXI   | 2023 | Lake Placid, USA                        |
| XXXII  | 2025 | Turin, Italien                          |

### Fotnoter
1. ↑  ”Universiaden”. Nationalencyklopedin. https://www.ne.se/uppslagsverk/encyklopedi/l%C3%A5ng/universiaden. Läst 31 december 2016.